# 索瓦尼
索瓦尼（法語：Sauvagny，法語發音：[sovaɲi]）是法国阿列省的一个市镇，位于该省西部，属于蒙吕松区。

## 地理
索瓦尼（46°26'41"N, 2°49'12"E）面积19.41 平方千米，位于法国奥弗涅-罗讷-阿尔卑斯大区阿列省，该省份为法国中部省份，北起涅夫勒省、西北接谢尔省，西南至克勒兹省，南至多姆山省，东南临卢瓦尔省，东临索恩-卢瓦尔省。
与索瓦尼接壤的市镇（或旧市镇、城区）包括：比兹讷耶、阿列省科讷、德讷耶莱米讷、托尔特宰、韦纳、阿列自由城、上博卡日。

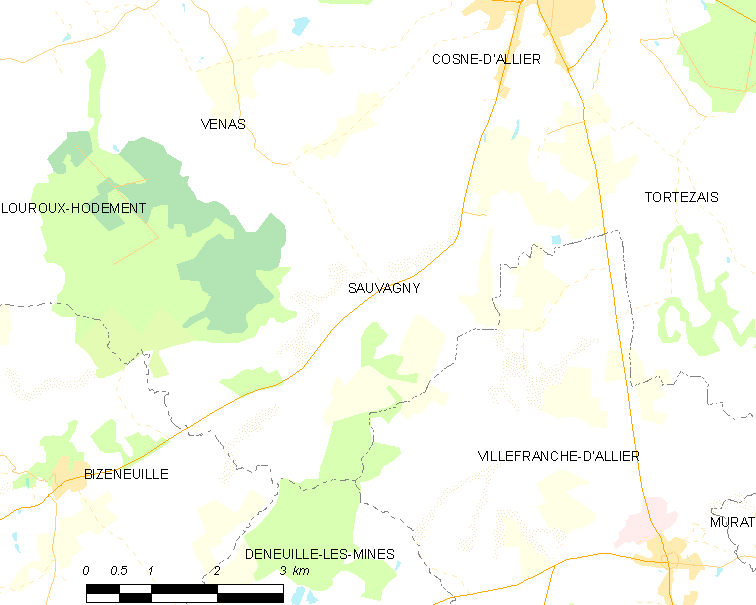
索瓦尼的OSM定位图

索瓦尼的时区为UTC+01:00、UTC+02:00（夏令时）。

## 行政
索瓦尼的邮政编码为03430，INSEE市镇编码为03269。

## 政治
索瓦尼所属的省级选区为于列勒县。

## 人口

1962-2008年间索瓦尼人口变化图示

索瓦尼于2022年1月1日时的人口数量为83人。